# Ortwin Benninghoff
Ortwin Benninghoff (* 1946 in Oberhausen) ist ein deutscher Komponist und Dirigent.

## Leben
Benninghoff studierte nach dem Abitur das Fach Evangelische Kirchenmusik an der Robert-Schumann-Hochschule in Düsseldorf. Er war von 1966 bis 1977 und von 2012 bis 2024 Kirchenmusiker in der Evangelischen Auferstehungs-Kirchengemeinde in Osterfeld. Von 1974 bis 1996 war er Dozent an der Gerhard-Mercator-Universität in Duisburg. 
Er war Mitbegründer und 1988–2004 einer der Leiter des „Ensemble Neue Musik an der Universität Duisburg“ und der „Akademischen Konzerte“. 2002 war er Mitbegründer der Kiewer Kammerakademie, mit der er Konzerte im In- und Ausland spielte (u. a. in den USA, in der Ukraine, in Polen, in der Schweiz, in Schweden und Japan).
Von 1992 bis 1999 war er Leiter des Lektorates West des Verlages Neue Musik. Er war Mitbegründer und bis 2003 Gesellschafter der Int. Sternschen Musikverlage. 
Benninghoff ist seit 1994 Mitglied der Künstlergilde Esslingen am Neckar und war von 1988 bis 1998 Mitglied der Jury des Wettbewerbes in NRW „Jugend komponiert“.

## Ehrungen und Auszeichnungen
- 1993: 3. Preis beim Kompositionswettbewerb des Ostdeutschen Kulturrats
- 1996: 1. Preis beim Kompositionswettbewerb des Ostdeutschen Kulturrats